# 가와사키시 중1 남학생 피살 사건
가와사키시 중1 남학생 피살 사건(일본어: 川崎市中1男子生徒殺害事件)은 2015년 2월 20일 새벽 2시 무렵 일본 가나가와현 가와사키시 가와사키구 미나토마치 일대의 다마강 유역에서 13살 짜리의 중학교 1학년생을 가진 소년 X가 살해된 자리 위에 시신을 유기한 사건이다. 그러나 이 사건은 발생일로부터 약 1주일 동안 해당 소년 3명이 살인 혐의로 체포된 소년 범죄 관련 사건을 가리킨다.

## 사건 개요
가나가와현 가와사키시에서 왕따로 인해 피해를 호소하고 있는 13살 짜리의 중학생이 흉기에 찔려 싸늘한 주검으로 발견되자, 가나가와현 경찰이 또래 친구들을 중심으로 수사를 벌이고 있다고 일본 언론들이 2015년 2월 24일 일제히 보도하였다. 교도 통신사 등에 따르면 중1 학생인 우에무라 료타 군이 가와사키시의 해당 하천 부지인 다마강 유역에서 지난 2월 20일, 시신으로 발견되었다. 다만 시신의 목에 흉기에 찔린 듯한 깊은 상처가 있었고, 가나가와현 경찰 당국에 따르면, 우에무라 군이 소년으로 보이는 다른 이들과 함께 2015년 2월 20일 새벽 2시를 전후로 사건 현장으로 향하는 모습이 찍혀 있는 CCTV 영상을 입수해 분석 중인 것으로 보인다. 다만 우에무라 군은 약 1개월 전 상급 학생들에게 구타를 당하게 하고 있는 사실을 친구에게 털어 놓았고 그달 중순 즈음에는 모바일 메신저 대화창에 게재된 글을 보니까, `살해될 지도 모른다.`라며, 두려움과 선처를 호소하고 있다고 일본방송협회(이하 NHK)에 전한 바 있었다. 가와사키시 경찰 당국은 우에무라 군이 사건 전날 바에 누군가에 의해 불러 나갔을 가능성이 있다고 보고 인근 지역 소년들 및 학교 관계자 등을 상대로 탐문 수사까지 돌입하고 있다.

## 같이 보기
- 소년 비행
- 사회 양극화
- 여고생 콘크리트 살인 사건
- 나고야 아베크 살인 사건
- 도치기 린치 살인 사건(일본어판)
- 오사카·아이치·기후 연쇄 린치 살인 사건
- 사세보 여고생 살해 사건
- 고유정의 전 남편 살해 사건
- 김해 여고생 살인 사건
- 인천 중학생 추락사 사건
- 서울 신촌 대학생 피살 사건